# Sempigny
Sempigny ist eine französische Gemeinde mit 754 Einwohnern (Stand: 1. Januar 2022) im Département Oise in der Region Hauts-de-France. Sie gehört zum Arrondissement Compiègne und zum Gemeindeverband Pays Noyonnais. 

## Geografie
Sempigny liegt im Pays Noyonnais etwa 23 Kilometer nordöstlich von Compiègne an der Oise und am Canal latéral à l’Oise. Hier mündet auch der Fluss Verse in die Oise. Umgeben wird Sempigny von den Nachbargemeinden Pont-l’Évêque im Norden und Nordwesten, Noyon im Norden und Osten, Pontoise-lès-Noyon im Südosten, Carlepont im Süden, Chiry-Ourscamp im Süden und Südwesten sowie Passel im Westen und Südwesten.

## Bevölkerungsentwicklung
| Jahr                       | 1962 | 1968 | 1975 | 1982 | 1990 | 1999 | 2006 | 2018 |
| -------------------------- | ---- | ---- | ---- | ---- | ---- | ---- | ---- | ---- |
| Einwohner                  | 551  | 607  | 664  | 667  | 772  | 740  | 765  | 779  |
| Quellen: Cassini und INSEE |      |      |      |      |      |      |      |      |

## Sehenswürdigkeiten
- Kirche Mariä Geburt (Église de la Nativité-de-Notre-Dame)

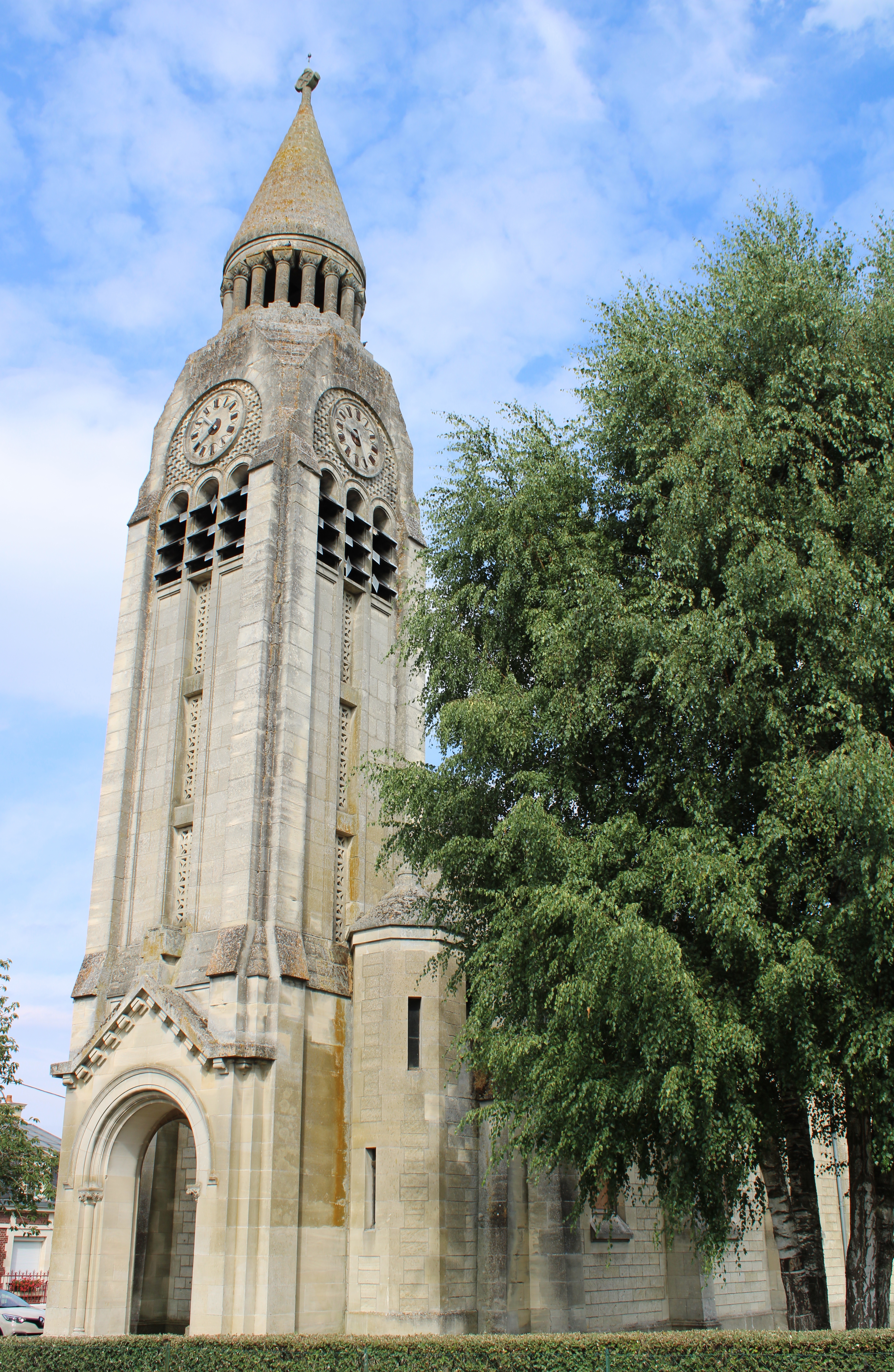
Kirche Mariä Geburt